# Francisco Montero Chunga
Francisco Montero (Talara, Piura, Perú; 1 de marzo de 1952-Lima; 27 de septiembre de 2022) fue un futbolista peruano. Se desempeñó como centrodelantero en solo clubes de Perú. Es un ídolo del Club Atlético Torino.

## Trayectoria
Se inició desde juvenil en clubes de su ciudad natal Talara, como el Club Mariano Melgar Acapulco, el Club Sport Gaillard y el Club Brand Root, para luego debutar profesionalmente en el Club Atlético Torino, con el cual ganó cuatro veces la Copa Perú y también fue subcampeón del Campeonato Descentralizado 1980. También jugó en la Copa Libertadores 1981. Fue el máximo goleador del Campeonato Descentralizado 1984 con 13 goles junto a Jaime Drago.Actualmente es entrenador y dirigió en Copa Perú al Deportivo Acapulco. Y en 2013, también entrenó a un equipo Sub-13 de la Escuela Municipal de Talara que ganó una gira por España y jugó contra el equipo Sub-13 del Real Madrid en un partido amistoso.

## Clubes

### Como jugador
| Club                         | País | Temporada |
| ---------------------------- | ---- | --------- |
| Club Mariano Melgar Acapulco | Perú | 1967      |
| Club Sport Gaillard          | Perú | 1968      |
| Club Brand Root              | Perú | 1969      |
| Club Atlético Torino         | Perú | 1970-1973 |
| Club Atlético Chalaco        | Perú | 1974      |
| Club Atlético Torino         | Perú | 1975-1990 |

### Como entrenador
| Club                 | País | Temporada |
| -------------------- | ---- | --------- |
| Deportivo Acapulco   | Perú | 2009      |
| Escuela Municipal    | Perú | 2013      |
| Club Atlético Torino | Perú | 2014      |